# Пястов
Пястов или Пя̀стув (на полски: Piastów) е град в Централна Полша, Мазовско войводство, Прушковски окръг. Обособен е в самостоятелна градска община с площ 5,76 км2. Част е от Варшавската агломерация.

## География
Градът се намира в историческата област Мазовия. Разположен е на 15 километра югозападно от центъра на Варшава и на 2,5 километра североизточно от Прушков.

## История
Селището получава градски права през 1952 година. В периода 1975 – 1998 година е част от Варшавското войводство.

## Население
Населението на града възлиза на 22 922 души (2010). Гъстотата е 3 979,51 души/км2.